# 마크 분 주니어
마크 분 주니어(Mark Boone Junior, 1955년 3월 17일 ~ )는 미국의 배우이다. FX 드라마 《썬즈 오브 아나키》(2008-14)에 로버트 바비 앨비스 먼슨 역으로 출연했다.

## 출연 작품

### 영화
- 다이하드 2 (1990)
- 메멘토 (2001)
- 도망자 3 (2001)
- 패스트 & 퓨리어스 2 (2003)
- 배트맨 비긴즈 (2005)
- 아이다 레드 (2021) - 벤슨 드러먼드 역

### 텔레비전
- 썬즈 오브 아나키 (2008-14)
- 라스트 맨 온 어스 (2016-17)